# Hochalplkopf
Der Hochalplkopf ist ein 1770 m ü. A. hoher Berg im Karwendel in Tirol.
Der Berg mit flachem Gipfelbereich ist als Bergwanderung, Ski- oder Schneeschuhtour von Hinterriß über das Rontal zu erreichen oder Teil der Überschreitung des Grates in Richtung Ronberg. Die Besteigung aus dem Rontal gilt als einfach und besticht durch Ausblicke auf die Östliche Karwendelspitze und die Vogelkarspitze.